# Ла-Ир, Жан де
Жан де Ла-Ир (фр. Jean de La Hire, псевдоним графа Адольфа д’Эспи фр. comte Adolphe d’Espie; 28 января 1878, Баньюль-сюр-Мер — 5 сентября 1956, Ницца) — французский писатель, издатель и политический деятель. Один из самых известных представителей массовой литературы во Франции. Однако сотрудничество с немецкими оккупантами в годы Второй мировой войны серьёзно подпортило его репутацию. И после её окончания он как писатель был основательно забыт ещё при своей жизни.

## Биография
Адольф Селестин-Фердинанд д’Эспи (Adolphe Célestin Ferdinand d’Espie) родился в семье графа Селестина д’Эспи и Мари Майоль, сестры известного скульптура Аристида Майоля.
После смерти отца он унаследовал графский титул. 10 лет отучился в колледже иезуитов в Безье, откуда вынес глубокие антиклерикальные настроения. В 20 лет он приезжает в Париж, где устраивается сначала секретарем, а потом «литературным негром» у писательницы Колетт. Через некоторое время он устраивается репортером газеты «Матэн» («Le Matin») и начинает собственную писательскую карьеру.